# Плотность заряжания
Плотность заряжания — характеристика боеприпаса к огнестрельному оружию, отношение массы порохового заряда ко внутреннему объему гильзы при вставленной в неё пуле или зарядной каморы. Выражается обычно в г/см³ для стрелкового оружия и в кг/м³ для артиллерийских орудий.
Плотность заряжания является одной из важнейших характеристик боеприпаса с точки зрения внутренней баллистики. При повышении плотности заряжания начальная скорость пули увеличивается, но увеличивается и давление в канале ствола, а также скорость его нарастания при выстреле, что ограничивает возможность её наращивания соображениями безопасности.
Наибольшее значение при выборе плотности заряжания играет скорость горения пороха, определяемая формой его зерна. Бо́льшая скорость горения пороха требует меньшей плотности заряжания — так, быстрогорящий пистолетный порох со сферическим или пластинчатым зерном безопасно работает только при очень низкой плотности заряжания — в пистолетном патроне на порох приходится лишь малая часть внутреннего объёма гильзы. Напротив, медленногорящие прогрессивные пороха с многоканальным зерном нормально работают при высоких плотностях заряжания.
Для винтовок плотность заряжания обычно составляет 0,77…0,9 г/см³, для артиллерийских орудий — 0,55…0,77 г/см³ (цифры приведены для пироксилиновых бездымных порохов). При плотности заряжания ниже 0,55 г/см³ горение пороха происходит неправильно, вследствие чего имеет место его неполное сгорание и большой разброс начальной скорости — такой режим горения обычно допускается лишь для короткоствольного стрелкового оружия. При избыточной плотности заряжания давление нарастает слишком быстро, что также приводит к повышению разброса. Наконец, при очень большой плотности заряжания горение пороха переходит в детонацию, что позволяет использовать его в качестве бризантного взрывчатого вещества, как это делалось в некоторых артиллерийских снарядах и ручных гранатах (пример — американская ручная граната Mk 2). Для нитроглицеринового пороха с содержанием нитроглицерина порядка 40 % граничным значением плотности заряжания являются уже 0,67 г/см³ — давление при этом достигает 6000 кг/см², что превосходит возможности материала ствола (при нормальном горении максимальное давление при выстреле обычно не превосходит 3000 кг/см²).
Так, объём гильзы патрона 7,62×54 мм R к винтовке Мосина — 4,16 см³, штатный пороховой заряд — 3,1 г, плотность заряжания — ~0,75 г/см³. Для патрона 9×18 мм ПМ те же параметры выглядят следующим образом: 0,83 см³, 0,25 г, ~0,3 г/см³. Как видно, у пистолетного патрона плотность заряжания примерно в 2,5 раза ниже, чем у винтовочного. Выгода в использовании такой низкой плотности заряжания в данном случае состоит в том, что достигаемое при ней более низкое давление в канале ствола позволяет облегчить оружие под пистолетный патрон, снизить его металлоёмкость, удешевить производство — в то время, как от оружия под винтовочный патрон требуются в первую очередь высокие баллистические качества, что требует повышения плотности заряжания с соответствующим усилением механизмов оружия. В патронах кольцевого воспламенения, типа .22 LR, плотность заряжания достигает ещё меньших величин — порядка 0,2 г/см³ (до 0,4 г/см³ в спортивных и охотничьих повышенной мощности). Исключение из этого правила составляют некоторые малокалиберные пистолетные патроны, такие, как 5,45×18 мм к пистолету ПСМ с плотностью заряжания 0,68 г/см³ и форсированной, по меркам пистолетного патрона, баллистикой.
При глубокой посадке пули (например, из-за повреждения патрона) плотность заряжания значительно увеличивается, что ведёт к резкому нарастанию давления в канале ствола при выстреле и риску его разрыва — использование патронов с подобным дефектом для стрельбы категорически недопустимо.
Для исследования свойств порохов при различной плотности заряжания служит специальный прибор — манометрическая бомба.